# سفیدبرفی و هفت کوتوله (موسیقی متن)
سفیدبرفی و هفت کوتوله ، موسیقی متن فیلم والت دیزنی سال ۱۹۳۷ است، و همچنین اولین موسیقی متن تجاری بود که به بازار عرضه شد.  در ژانویه سال ۱۹۳۸ با نام آهنگ هایی از سفید برفی و هفت کوتوله والت دیزنی (با همان شخصیت ها و جلوه های صوتی مانند فیلمی به همین عنوان) منتشر شد و از آن زمان تاکنون شاهد گسترش و انتشار مجدد بوده است. 